# The Blue Room EP
Albums de Coldplay
 Brothers and Sisters EP
(1999) Parachutes
(2000)
The Blue Room EP est le troisième EP sorti par le groupe anglais Coldplay, et leur première sortie après avoir signé avec le label Parlophone en avril 1999.
La version de "Don't Panic" figurant sur cet EP est différente de celle qui apparait sur le premier album de groupe Parachutes. La 4e piste "High Speed" figure sur l'album telle qu'elle est sur The Blue Room EP. 
Cet EP présente aussi deux chansons puisées de leur précédent EP Safety : "Bigger Stronger" et "Such a Rush".
Seulement 5000 copies ont été fabriquées en 1999. L'EP est devenu disponible en plus grande quantité après une republication en 2001.

## Liste des titres
1. Bigger Stronger – 4:49
2. Don't Panic – 2:38
3. See You Soon – 2:51
4. High Speed – 4:16
5. Such A Rush – 4:57